# Дабрузин, Джули
Джули Авива Дабрузин (англ. Julie Aviva Dabrusin; род. 16 апреля 1971, Монреаль, Квебек) — канадский политик, член Либеральной партии, министр окружающей среды и проблем изменения климата (с 2025).

## Биография
Родилась и провела детство в Монреале, посещала еврейскую школу.
Окончила Макгиллский университет, где специализировалась на истории Среднего и Ближнего Востока. Изучала право на юридическом факультете Университета Торонто. Занималась юридической практикой, специализируясь в гражданском праве. Некоторое время работала в Toronto External Contracts Inquiry — муниципальной счётной палате Торонто.
По итогам парламентских выборов 2015 года победила в округе Торонто-Данфорт (тот день стал триумфальным для Либеральной партии в Торонто — её кандидаты получили большинство голосов во всех 25 избирательных округах города).
13 мая 2025 года премьер-министр Марк Карни произвёл по итогам парламентских выборов масштабные перестановки в Кабинете, в результате которых Дабрузин получила портфель министра окружающей среды.